# Harriet Finlay-Johnson

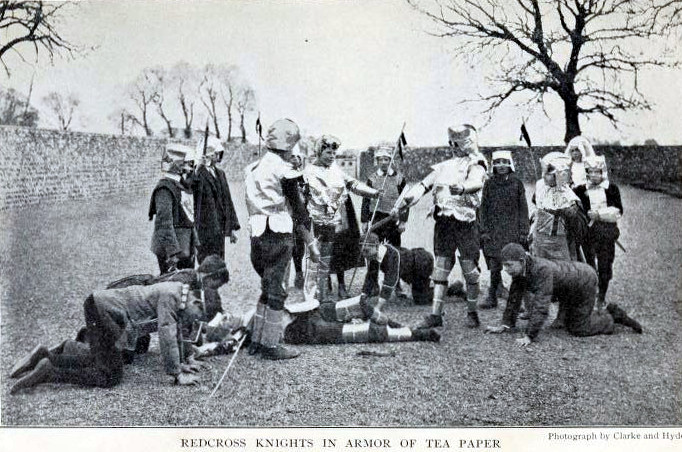
Illustration ur Harriet Finley-Johnsons bok.

Harriet Finlay-Johnson, född 1871, död 1956, var lärare i  Storbritannien. Hon arbetade i en skola med drama som metod i skolan. Redan 1912 kom hon ut med en bok i ämnet, The Dramatic method of Teaching.